# Faizpur
Faizpur é uma cidade  no distrito de Jalgaon, no estado indiano de Maharashtra.

## Geografia
Faizpur está localizada a 21° 10′ N, 75° 51′ L. Tem uma altitude média de 226 metros (741 pés).

## Demografia
Segundo o censo de 2001, Faizpur tinha uma população de 23,690 habitantes. Os indivíduos do sexo masculino constituem 52% da população e os do sexo feminino 48%. Faizpur tem uma taxa de literacia de 74%, superior à média nacional de 59.5%: a literacia no sexo masculino é de 80% e no sexo feminino é de 68%. Em Faizpur, 13% da população está abaixo dos 6 anos de idade.